# Let Swissair 111
Let Swissair 111 byl pravidelný letecký spoj společnosti Swissair mezi New Yorkem a Ženevou. 2. září 1998 se stroj McDonnell Douglas MD-11 (reg. HB-IWF), který na něm létal, zřítil poblíž Nového Skotska do Atlantského oceánu.
Zemřelo všech 229 osob na palubě, což dělá z této nehody nejsmrtonosnější havárii, v níž účinkoval daný typ letadla, a druhou nejsmrtonosnější leteckou havárii v historii Kanady. Příčinou havárie byl zkrat elektrického vedení, které poškodilo vedení směřující do kokpitu letadla. Záchranné operace a vyšetřování nehody vedené kanadskou vládou trvalo více než čtyři roky a stálo 57 milionů kanadských dolarů.
Havárii je věnován jeden z dílů kanadského dokumentárního seriálu Letecké katastrofy.

## Letadlo a posádka
Sedmiletý letoun typu McDonnell Douglas MD-11, sériové číslo 48448, byl vyroben v roce 1991, a aerolinka Swissair byla jeho jediným operátorem. V kabině bylo 241 sedadel pro pasažéry. Cestující první a business třídy měli k dispozici zábavní systém vyrobený společností Interactive Flight Technologies. Letadlo před nehodou nalétalo přes 36 tisíc hodin.
Letadlo bylo prvním svého druhu, které na palubě mělo instalovaný zábavní systém, který umožnil pasažérům první a business třídy prohlížet internet, vybrat si svůj vlastní film či hry. Systém byl v business třídě nainstalován jeden rok před nehodou, mezi 21. srpnem a 9. zářím 1997, v první třídě pak byl nainstalován o pět měsíců později, v únoru 1998.
Kapitánem letadla byl padesátiletý Urs Zimmermann. K okamžiku nehody měl nalétáno zhruba 10 800 hodin, z toho 900 hodin na letadlu MD-11. Měl také pro MD-11 instruktorskou licenci. Před tím, než nastoupil do firmy Swisssair, působil jako bojový pilot ve švýcarských vzdušných silách.
Prvním důstojníkem byl šestatřicetiletý Stefan Lów, který měl nalétáno 4800 hodin, včetně 230 hodin na MD-11. Měl také instruktorskou licenci pro MD-80 a A320. Mezi lety 1982 a 1990 sloužil ve švýcarských vzdušných silách.
V posádce dále bylo dvanáct letušek.

## Průběh letu

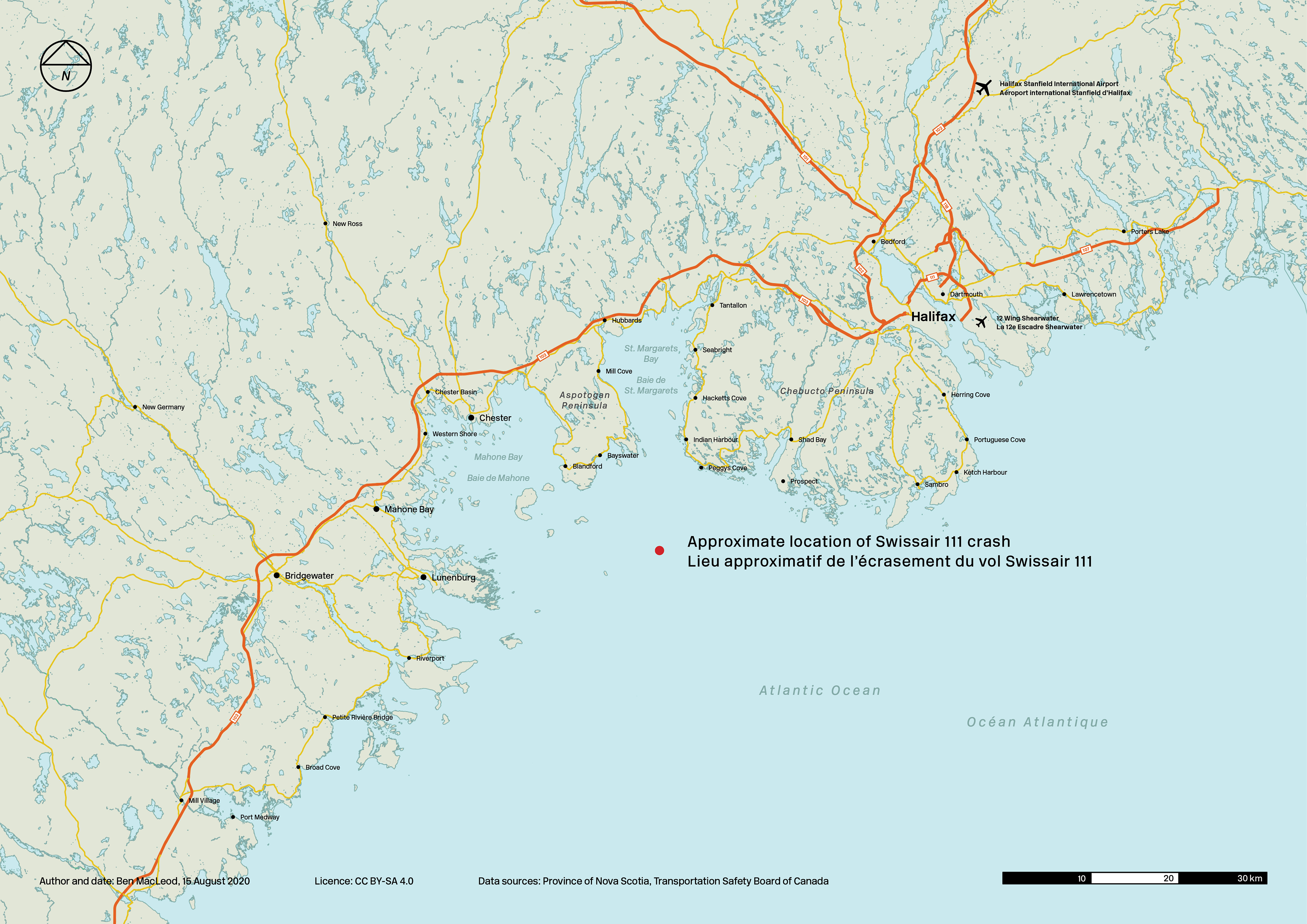
Místo havárie

Let byl zahájen na mezinárodním letišti Johna F. Kennedyho ve 20:18 EDT (01:18 SEČ). Mezi 20:33 a 20:47 EDT letadlo zaznamenalo radiový blackout, který byl způsoben chybou v ladění rádia.
V 22:10 AST (02:10 SEČ, 52 minut po vzletu) piloti zaznamenali pach kouře, a domnívali se, že pochází z klimatizačního systému letadla. O čtyři minuty později se kouř v kokpitu opět objevil, a tentokrát byl i viditelný. To piloty přimělo vyslat volání pan-pan, které bylo přijato řízením letového provozu v kanadském Monctonu, kam oznámili, že se v kokpitu objevil kouř. Prozatím ale piloti nevyhlásili stav nouze tísňovým voláním Mayday. Posádka ale požádala o možnost nouzového přistání na letišti Logan International Airport, které bylo 433 kilometrů daleko. Dispečeři jim nabídli přistání na o něco bližším letišti Halifax Stanfield International Airport, které bylo asi 122 km daleko. Posádka tuto nabídku akceptovala.
V čase 22:18 AT (02:18 SEČ; tj. o 8 minut později) převzali řízení letu dispečeři na letišti Halifax. Ti posádce sdělili, že se nachází 30 námořních mílí (56 km) od letiště. Posádka letu si vyžádala prodloužení cesty, aby mohli bezpečně klesnout ze své výšky 21 tisíc stop (6400 m). Rovněž požádali o povolení k vypouštění paliva, aby snížili svou váhu při přistání (letadlo bylo připravené k transatlantickému letu, a nacházelo se v něm zhruba 130 tun paliva). Dispečeři letadlo navedli k zálivu svaté Markéty, kde mohli bezpečně palivo vypustit, a přitom se od letiště nevzdálit déle, než na 40 námořních mil.
V souladu s pokyny aerolinky Swissair pro případ kouře neznámého původu vypnula posádka přívod elektrického proudu do kabiny, což také vypnulo ventilátory umístěné uvnitř kabiny. To umožnilo ohni rozšířit se do kokpitu,[zdroj?] což nakonec vyústilo v selhání autopilota. V čase 22:24:28 AT (02:24:28 SEČ) posádka letadla oznámila řízení letového provozu, že „nyní musíme letět na manuál“, a následně vyhlásila stav nouze voláním Mayday. O deset sekund posádka znovu vyhlásila stav nouze, což byla poslední zaznamenaná radiová komunikace s letem 111.
Záznamník flight data recorder (FDR; zaznamenává letová data) přestal pracovat v čase 22:25:40 AT (02:25:40 SEČ), a o jednu sekundu později vypověděl službu i cockpit voice recorder (CVR; audiozáznam dění v kokpitu). Odpovídač nakrátko obnovil službu mezi časy 22:25:50 a 22:26:04 AT (02:25:50 – 02:26:04 SEČ), kde mělo letadlo výšku 9700 stop. Od té chvíle bylo možné letadlo sledovat pouze pomocí primárního radaru, který neposkytuje informace o výšce letadla.
V čase 22:31:18 AT (02:31:18 SEČ) letadlo narazilo do oceánu v rychlosti 345 mil za hodinu (555 km/h). Letadlo se po nárazu okamžitě rozpadlo.